# Agrilus albomaculifer
Agrilus albomaculifer es una especie de insecto del género Agrilus, familia Buprestidae, orden Coleoptera.
Fue descrita científicamente por Saunders, 1870.